# Soporte en línea
Un soporte en línea o asistencia en línea es un chat diseñado exclusivamente con fines laborales (en algún momento comunitarios) cuya prestación principal es brindar a sus clientes o abonados diferentes formas de asesoramiento, preponderantemente de productos y servicios, que incluyen simples averiguaciones de precios hasta consultas amplias de orden legal, comercial o jurídico. Requiere invariablemente de un operador o de un programa informático que cumpla tal función. Como en cualquier chat, su uso requiere, de manera insoslayable, acceso a Internet.

## Diferencias con el correo electrónico
A diferencia del correo electrónico, que incluye fórmulas epistolares que nunca se reproducen en una conversación común, el soporte en línea mantiene todas las normas que hacen al diálogo entre personas; jamás en una conversación de soporte en línea se leerán fórmulas como "De mi mayor consideración" o "Dios guarde a Ud.", que sí pueden hallarse en un intercambio epistolar virtual. En cambio, se manejan fórmulas coloquiales, de saludo, propias del sociolecto que comparten tanto el operador como los clientes
Además, el género de la conversación epistolar por correo electrónico acepta la eventualidad de que pasen varias horas entre envío y envío: en cambio, la condición del soporte en línea es la instantaneidad de las respuestas, o por lo menos la mayor velocidad posible, lo que remite a la referencia anterior de las normas del diálogo entre las personas, más teniendo en cuenta que el soporte en línea está pensado como una alternativa a la comunicación telefónica, lo que implica que debe tener tiempos de intercambio similares a los de una conversación de ese género.

## Diferentes tipos de soporte en línea
Debido a que se trata de una forma de comunicación poco difundida, todavía es difícil establecer tipologías de soportes en línea. 
La diferencia más elemental es la gratuidad o la onerosidad que existe entre el soporte en línea gratuito y el soporte en línea pago. No necesariamente los soportes en línea gratuitos son atendidos ad honorem. Simplemente forman parte de un paquete de servicios y no han necesidad de pagarlos aparte. 
Otra diferencia muy básica es la existente entre la finalidad del soporte en línea. Se pueden ver dos grandes grupos: 
1) el soporte en línea laboral, en el cual uno o varios clientes formulan consultas laborales a un grupo de operadores cuyo trabajo es la atención de dicho medio. Los diálogos que se generan son fácilmente identificables con los que puede tener el empleado de cualquier call center. 
2) el soporte en línea comunitario, del cual hay pocos exponentes todavía, en el cual las personas que consultan lo hacen para saber, por ejemplo, a qué hora se iniciará una procesión. En este tipo de soportes en línea los operadores hacen esto de forma voluntaria y sin cobrar por ello. Se han conocido ejemplos de soportes en línea comunitarios en diversos episodios de catástrofes. 
Desde el punto de vista del receptor de las consultas, se pueden establecer dos líneas: 
1) el soporte en línea virtual, soportado por un protocolo informático, en el cual el cliente puede sostener un intercambio de palabras cuyo formato final termina remitiendo a un diálogo, pero cuyo operador es en realidad un programa de computadora, que va generando respuestas preestablecidas a partir de una base de datos de oraciones prerredactadas. 
Este género de soporte en línea, incapacitado por completo para superar el test de Turing, satisface apenas consultas básicas y cumple sesgadamente la función de un buscador primitivo. Suele ser utilizado, pero como normalmente sus respuestas son derivaciones a un teléfono ("Para solicitar su nueva tarjeta xxxxxxx, comuníquese por favor al teléfono xxxx-xxxx), es un soporte que trabaja mancomunadamente con un call center, propio o tercerizado por la firma que proporciona el servicio. 
2) el soporte en línea real, generado por un protocolo análogo ICQ, en el que el cliente se comunica con un operador humano, sosteniendo un diálogo como cualquier diálogo de chat, siempre dentro de un contexto comercial, técnico, legal, etc. Este tipo de soporte en línea es todavía difícil de encontrar, ya que la mayoría de las empresas prefieren, a la hora de emplear a un operador real, destinarlo a la atención telefónica.
El soporte en línea real es autónomo y no precisa de un call center para complementarse: sus operadores, o bien responden las consultas que se hayan formulado, o bien toman las gestiones y hacen las derivaciones correspondientes, pero mantienen a los consultantes en línea y al tanto del estado del encargo en el soporte en línea: la despedida final es también por ese soporte.   
3) el soporte en línea IA. El advenimiento de la inteligencia artificial ha comenzado a ser el escenario de un nuevo tipo de soporte on line, que funciona con las características propias de un Chat GPT. Aun en una etapa muy embrionaria, este soporte sí está capacitado para superar el Test de Touring, y están dadas todas las condiciones para que en un futuro tenga la capacidad de reemplazar a operadores humanos.
Desde el punto de vista del régimen de la privacidad, hay otras tres líneas que se pueden establecer para clasificar a los soporte en línea: 
1) El soporte punta a punta: se trata de una plataforma en la que el operador dialoga en forma privada con el interlocutor. 
2) El foro en línea: se trata de un sistema igual a los foros de chats recreativos, con la diferencia de que los operadores hacen las veces de moderadores conversando con los usuarios, quienes rara vez se ponen a interactuar entre ellos. Siempre, sin excepción, está moderado por operadores humanos. 
3) Sistemas mixtos: se trata de foros en línea que cuentan con la posibilidad de abrir salas de conversación privadas. Este sistema mixto se utiliza cuando, en un foro en línea, se manejan asuntos que necesitan una difusión restringida, por ejemplo, datos bancarios, datos de licencias, domicilios particulares, etc. El cliente del soporte tiene la opción de efectuar su consulta públicamente y enviar por privado la información que considere necesario.
Como se ve, las tipologías, variantes y subvariantes son más bien módicas, en razón de que es un servicio que aún no alcanzó su máxima plenitud.

## Ventajas de la comunicación vía soporte en línea
La gran ventaja del soporte en línea es que permite registrar todos los intercambios dialógicos en un material de consulta mucho más rápido que el soporte auditivo. La seguridad que brinda un intercambio de información en un soporte en línea es mucho mayor al que se obtiene en una conversación telefónica. 
En efecto, es mucho más rápido repasar una conversación impresa que una grabación y es muy inusual que en una charla de soporte en línea se produzcan los malentendidos y confusiones que a veces se generan en una conversación con teléfonos celulares. 
Es muy útil, asimismo, en la reducción de la complejidad de la información. En efecto, posee la capacidad de enviar datos de nomenclaturas extensas (nombres de ciudades complicados, enlaces web muy específicos, datos personales completos), con una ganancia extraordinaria de tiempo con respecto al teléfono (es mucho más fácil transmitir vía copiado y pegado una lista de 30 nomenclaturas de drogas farmacéuticas que dictarlas por teléfono). 
Otra ventaja muy considerable es que el cliente, si formula repetidamente una consulta, puede almacenarla en un archivo de Word y enviarla directamente cada vez que la necesite, previo proceso de copiado y pegado, en un movimiento mucho más veloz que la consulta telefónica. Por ejemplo, si un usuario formula repetidamente la consulta: "Necesito el Nro. de remito con el que se envió la encomienda del día .... ", puede almacenarla directamente en Word y pegarla, limitándose solamente a modificar la fecha sobre la cual necesita averiguar. En pocas palabras, el soporte en línea tiene preponderancia sobre el teléfono en lo que hace a la tasa posible de cantidad de información por minuto. 
Pero el principal beneficio del soporte en línea reside en lo económico. Esta cualidad tiene tres fundamentos: 
1) costo competitivo frente a otros formatos: para los clientes que residen fuera del país, es una herramienta muy útil y accesible de comunicación, y les genera un importante ahorro de dinero. 
2) costos internos razonables: normalmente, su costo de mantenimiento es muy inferior al costo que puede insumir un call center, porque el tipo de chat del soporte en línea es un mero chat alfanumérico, sin mayores aditamentos tecnológicos, lo cual reduce notablemente el riesgo de avería o salida de servicio. En este sentido, los presupuestos de las empresas bajan notoriamente. 
3) eficiencia fácilmente ampliable: además del bajo costo de mantenimiento, normalmente los soportes en línea trabajan con una matriz limitada de consultas. Esto permite a la dirección del soporte en línea establecer líneas de respuesta preestablecidas, que permitan brindar informaciones extensas o engorrosas en plazos brevísimos y con total fidelidad. Si el servicio de soporte tiene mucha demanda y los operadores logran cubrir un rango razonable de preguntas frecuentes, puede lograr, con muy poco personal, una capacidad de atención equivalente al de varios operadores telefónicos, con tiempos de respuesta notablemente más cortos. Esto, naturalmente, conlleva un beneficio económico.

## Desventajas de la comunicación vía soporte en línea
El gran problema de los soportes en línea es que es un tipo de empleo calificado, que requiere de un nivel de capacitación elevada. El operador de soporte en línea debe poseer una gran capacidad de concentración, lectura muy rápida, velocidad de respuesta y de tipeo, idoneidad para la redacción y destreza para sostener diferentes conversaciones al mismo tiempo. Esto hace que la oferta laboral sea restringida, y genera un déficit a la hora de ofrecer este servicio, lo que hace que las empresas vacilen a la hora de instaurarlo, pues a un operador de soporte en línea no se lo puede reemplazar con la misma facilidad con que se puede reemplazar a un vendedor, a un recepcionista o a un telefonista. En pocas palabras, el empresario o la institución que decide ofrecer el servicio debe asumir el riesgo de faltante de idoneidad. 
La necesidad de capacidad de los operadores juega también en contra. Esto se relaciona con el hecho de que el soporte en línea es un chat, que requiere escritura. Así como para muchos individuos tipear es un placer, para muchas personas escribir resulta tedioso. Es por esto que es necesario que los operadores de los soportes en línea permanezcan en máximo alerta para que el cliente no pierda, esperando la respuesta, más tiempo del que perdió escribiendo. Por eso, es necesario que el operador establezca "puentes" permanentes, a fin de que el usuario conserve la sensación de que hay una comunicación ordenada y no se sienta frustrado, irritado o ignorado. Como se contaba antes, esto requiere de una combinación de destreza y empatía que no se halla fácilmente en el mercado laboral.
Por otro lado, si la afluencia de clientes es moderada, una consulta puede insumir menos tiempo formulada por teléfono (o incluso en persona) que vía soporte en línea. El soporte en línea adquiere verdadera utilidad cuando se presenta un grupo amplio de consultantes que generan una afluencia de consultas numerosas y diversificadas; pero puede parecer poco útil si tiene una demanda demasiado moderada. Por eso, el riesgo de inactividad del servicio no debe subestimarse. 
Los soportes en línea, generalmente, como se contaba antes, no poseen software de animación o de videollamada, lo que genera una determinada monotonía en la interfaz. Esto puede producir ansiedad o impaciencia en el consultante, que desconoce qué respuesta está generando el operador, o cuánto tiempo le está insumiendo la resolución de la gestión encomendada. 
- Datos: Q21573959